# Metagrion indentatum
Metagrion indentatum – gatunek ważki z rodziny Argiolestidae.
Owad ten jest endemitem Papui-Nowej Gwinei, znanym tylko z miejsca typowego w prowincji Gulf.